# 斯特靈 (康乃狄克州)
斯特灵（英語：Sterling）是一個位於美國康乃狄克州溫德姆縣的城鎮。

## 地理
斯特灵的座標為41°42′08″N 71°48′59″W / 41.70222°N 71.81639°W，而該地的平均海拔高度為119米（即384英尺）。

## 人口
根據2010年美國人口普查的數據，斯特灵的面積為70.70平方千米，當中陸地面積為70.50平方千米，而水域面積為0.20平方千米。當地共有人口3519人，而人口密度為每平方千米49.77人。